# João Henrique Campos
João Henrique de Andrade Lima Campos (Recife, 26 de novembro de 1993) é um engenheiro civil e político brasileiro, filiado ao Partido Socialista Brasileiro (PSB) e atual prefeito da cidade do Recife. É filho do ex-governador de Pernambuco Eduardo Campos e bisneto de Miguel Arraes, uma figura histórica da política pernambucana.
Formou-se em Engenharia Civil pela Universidade Federal de Pernambuco (UFPE) em 2016 e desde cedo mostrou interesse pela política, seguindo os passos de sua família. Sua carreira política começou oficialmente em 2014, quando foi eleito secretário de Organização Estadual do PSB. Em 2018, ele foi eleito deputado federal por Pernambuco, sendo o mais votado do estado, com mais de 460 mil votos. Durante seu mandato na Câmara dos Deputados, destacou-se como criador e relator da CPI do Óleo e coordenador da Comissão Externa de Acompanhamento dos Trabalhos do MEC. Também presidiu a Frente Parlamentar Mista em Defesa da Renda Básica e foi vice-líder do PSB na Câmara.
Em 2020, foi eleito prefeito do Recife, tornando-se o mais jovem a assumir o cargo na história da cidade e entre as capitais brasileiras. Ele venceu as eleições no segundo turno, derrotando sua prima Marília Arraes, do Partido dos Trabalhadores. Desde que assumiu a prefeitura em 1º de janeiro de 2021, João Campos tem focado em implementar políticas públicas que visam melhorar a infraestrutura urbana e a qualidade de vida dos recifenses, enquanto continua a desempenhar um papel ativo dentro do PSB como vice-presidente nacional de Relações Federativas. Em 2024, foi reeleito com 78,11% dos votos válidos e um recorde na votação absoluta.

## Início da vida e educação
João Henrique Campos nasceu em 26 de novembro de 1993, na cidade de Recife, Pernambuco. Desde o nascimento, João esteve imerso em um ambiente político influente, sendo bisneto de Miguel Arraes, um dos mais proeminentes políticos da história de Pernambuco, e filho de Eduardo Campos, que foi governador do estado e candidato à presidência do Brasil. A família Campos é uma das mais tradicionais e influentes na política pernambucana, e João cresceu cercado por esse legado, o que naturalmente influenciou sua trajetória pessoal e profissional.
Durante sua infância, João Campos estudou na Escola Arco-íris, assim como seus irmãos, e na adolescência frequentou o Colégio Damas. Desde cedo, demonstrou interesse por questões sociais e políticas, algo que foi nutrido pelo ambiente familiar. Seu pai, Eduardo Campos, teve uma carreira política notável, servindo como governador de Pernambuco e exercendo cargos importantes no governo federal. A tragédia do acidente aéreo que vitimou Eduardo em 2014 marcou profundamente a vida de João, que na época tinha apenas 20 anos, mas já mostrava sinais de seguir os passos de sua família na política.
Após concluir o ensino médio, João Campos foi aprovado no vestibular para o curso de Engenharia Civil na Universidade Federal de Pernambuco (UFPE), ingressando na universidade em 2011 e formando-se em 2016. Durante seu tempo na UFPE, João também começou a se envolver mais ativamente com questões políticas, participando de debates e eventos relacionados ao seu curso e à política estadual.
A vida adulta de João Campos foi marcada por uma entrada precoce na política. Em 2014, ele foi eleito secretário de Organização Estadual do Partido Socialista Brasileiro (PSB), partido ao qual sua família tem uma longa associação. Esse papel foi um ponto de partida para sua carreira política, permitindo-lhe percorrer o interior de Pernambuco e se conectar com as bases do partido. Em 2018, João foi eleito deputado federal por Pernambuco, sendo o mais votado do estado, o que consolidou sua posição como uma das novas lideranças políticas do PSB e abriu caminho para sua eleição como prefeito do Recife em 2020.

## Vida pessoal e família

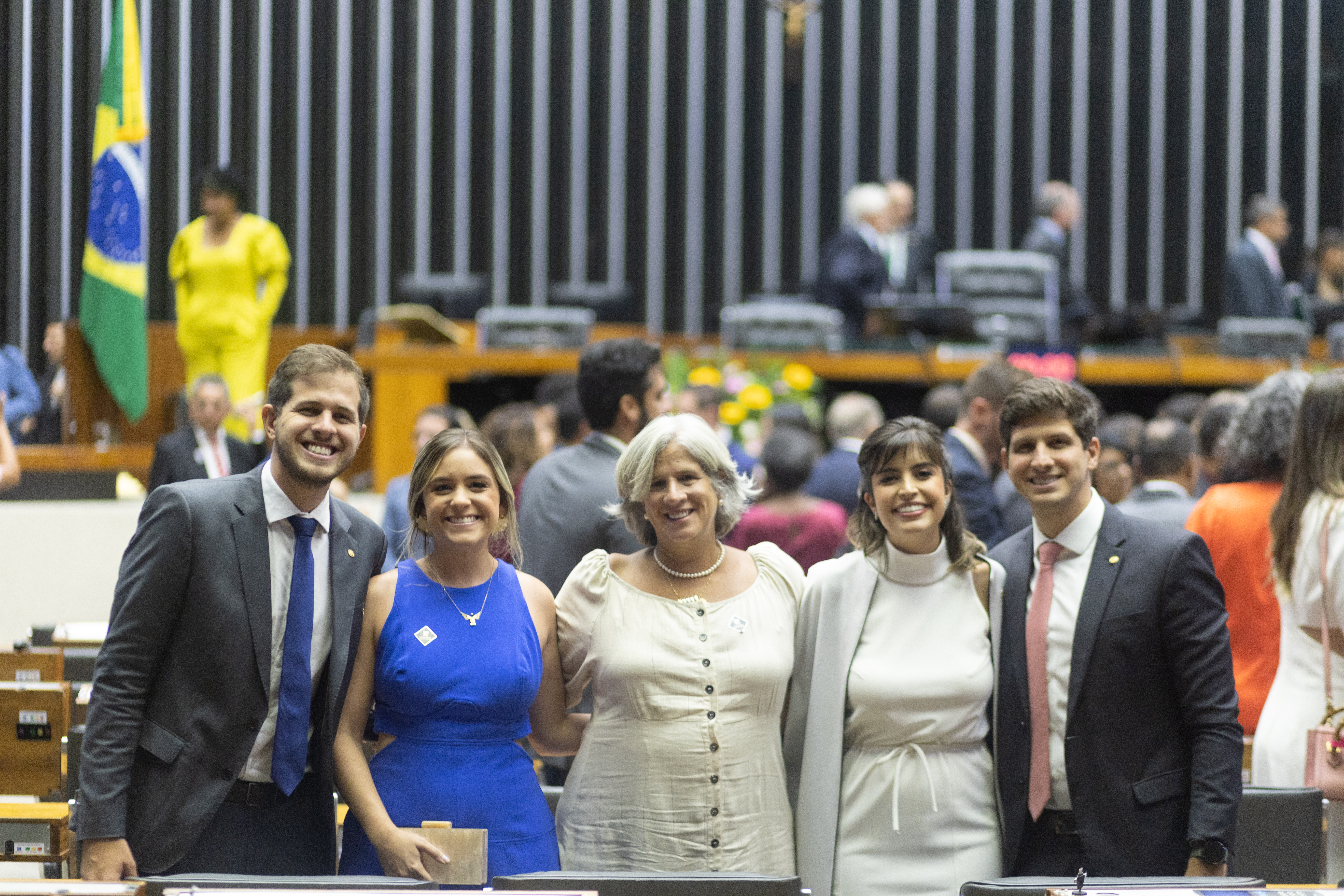
João Campos presente na posse da 57° legislatura da Câmara dos Deputados, na imagem é acompanhado por sua namorada, deputada Tabata Amaral, sua mãe, Renata Campos, seu irmão e deputado, Pedro Campos, sua cunhada Augusta Carneiro.

O início de sua carreira política é dedicado ao seu estado natal, onde os ex-governadores Miguel Arraes (seu bisavô) e Eduardo Campos (seu pai) construíram vida pública. João formou-se em Engenharia Civil pela Universidade Federal de Pernambuco (UFPE) em 2016, tendo iniciado o curso com apenas 17 anos — ele foi aprovado na graduação, ainda no segundo ano do Ensino Médio.
Seu pai, formado em Economia pela Universidade Federal de Pernambuco (UFPE), foi governador de Pernambuco durante os anos de 2007 a 2014, além de ter exercido o cargo de ministro da Ciência e Tecnologia do Brasil, de 2004 a 2005, durante o mandato do então presidente Luiz Inácio Lula da Silva. Na sua trajetória política, Eduardo também atuou como secretário estadual da Fazenda (1996-1998), deputado estadual de Pernambuco (1991 a 1995) e deputado federal por Pernambuco (1995 a 2007). Em 2010, de acordo com pesquisa do Datafolha, Eduardo foi avaliado o governador com maior taxa de aprovação do País. Em outubro do mesmo ano, já havia sido reeleito com o maior percentual de votos válidos do Brasil.
Já sua mãe, também economista formada pela Universidade Federal de Pernambuco (UFPE), é concursada como auditora do Tribunal de Contas do Estado de Pernambuco (TCE-PE), cargo que tomou posse em dezembro de 1991. Ela foi também coordenadora do programa Mãe Coruja durante o tempo que exerceu no Executivo, ao lado do marido.
João é neto de Ana Arraes, ministra do Tribunal de Contas da União desde o ano de 2011 e ex-deputada federal pelo estado de Pernambuco durante os anos de 2007 a 2011. Seu bisavô Miguel Arraes (1916–2005) foi governador de Pernambuco por três mandatos (1962–1964, 1987–1990 e 1995–1998). Também dedicou-se à vida pública nos cargos de deputado federal por Pernambuco (1983–1987, 1991–1994, 2003–2005), deputado estadual de Pernambuco (1951–1959) e prefeito do Recife, de 1960 a 1962. É penta-neto de Domingos de Sousa Leão, o segundo barão de Vila Bela.

## Carreira política

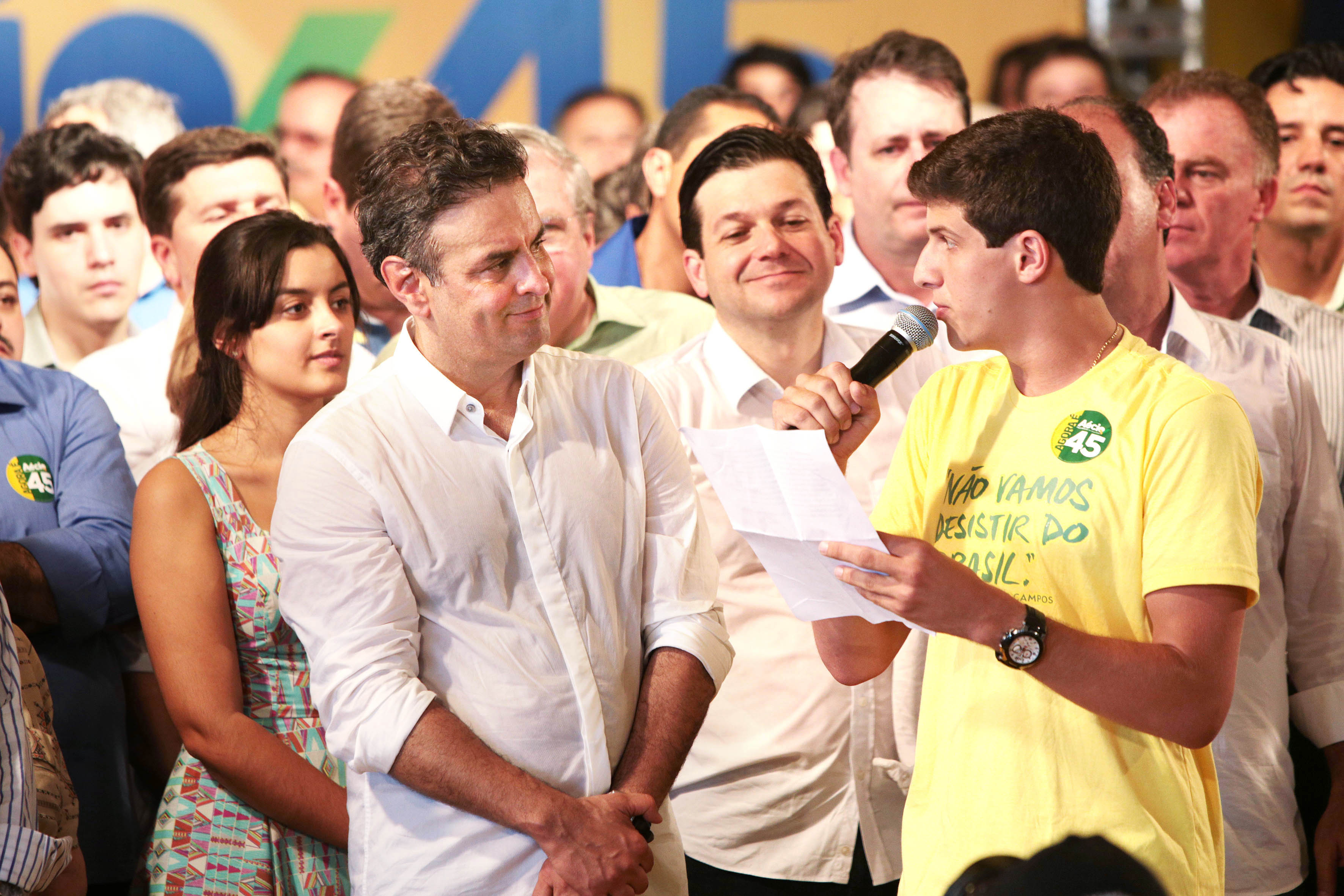
João Campos discursa em ato da campanha de Aécio Neves à Presidência da República em 2014.

Em 2014, João Campos foi eleito secretário de Organização Estadual do Partido Socialista Brasileiro (PSB). No cargo, durante o ano de 2015, ele percorreu o interior de Pernambuco, participando e coordenando encontros do partido.
Em 18 de fevereiro de 2016, João Campos assumiu o cargo de chefe de Gabinete do Governo de Pernambuco, durante o mandato de Paulo Câmara. Seu pai, Eduardo Campos, iniciou o legado político no mesmo cargo, 31 anos antes, em 1987, quando tinha também 22 anos. Lá, ele foi responsável pela agenda de atividades administrativas do Governo, assim como a articulação de eventos e participação em núcleos de gestão.
Em março de 2018, ele foi eleito vice-presidente nacional de Relações Federativas no XIV Congresso Nacional do Partido Socialista Brasileiro (PSB).

### 2018–2021: Primeira eleição e mandato como deputado federal

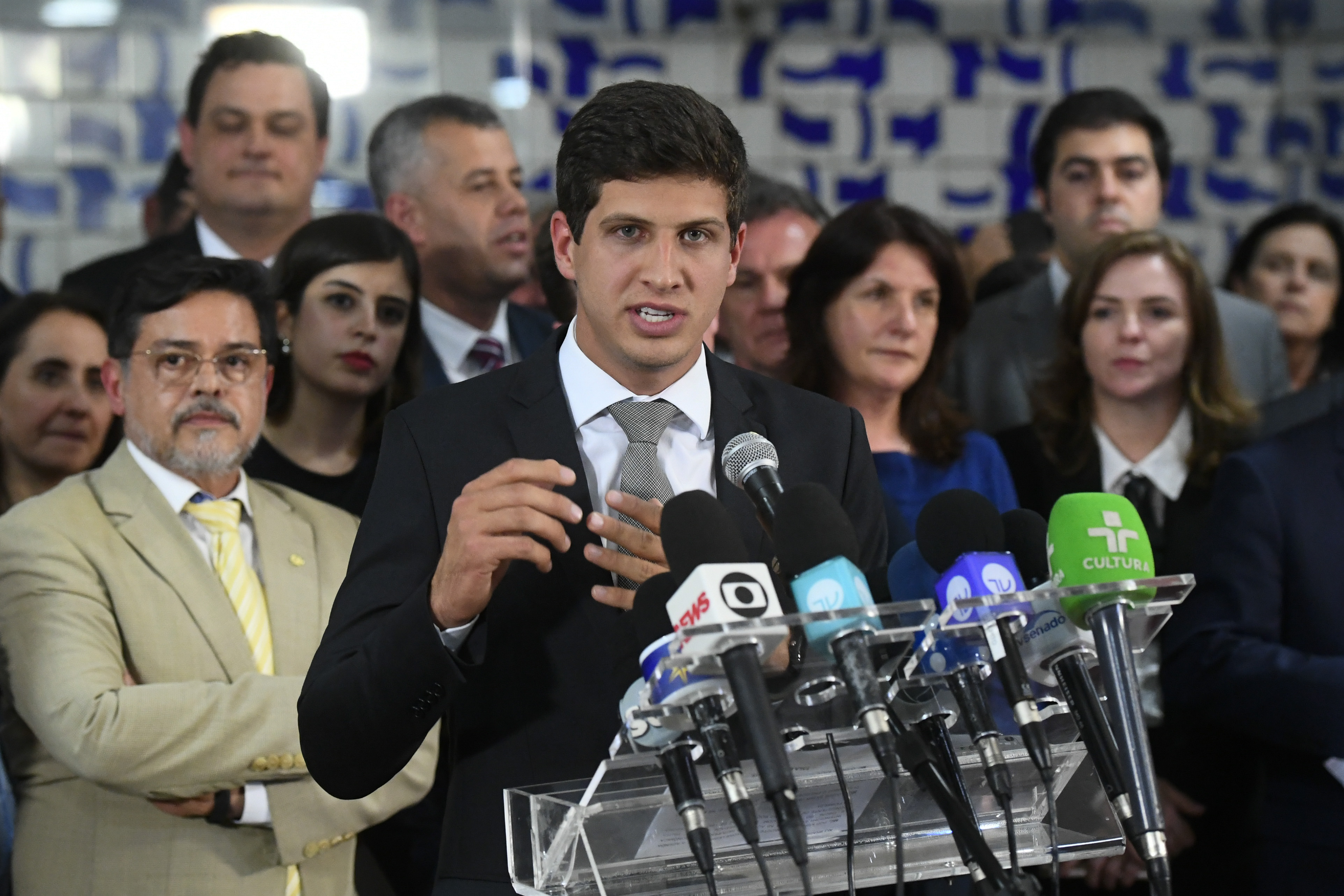
João Campos durante coletiva de imprensa sobre o anúncio do pacote de propostas de Combate à Desigualdade e Pobreza.

Em 2018, João tentou pela primeira vez sua corrida para uma vaga na Câmara Federal e obteve 460.637 votos, sendo o candidato mais votado da história de Pernambuco. Antes dele, o título foi da avó, Ana Arraes (em 2010, com 387 mil votos), e do bisavô, Miguel Arraes (em 1990, com 340 mil votos).
João Campos iniciou sua carreira política como deputado federal por Pernambuco em 2018, quando foi eleito com uma expressiva votação de 460.637 votos, sendo o mais votado do estado e o quinto mais votado do Brasil. Durante seu mandato, que começou em 2019, João Campos destacou-se por sua atuação em diversas comissões e frentes parlamentares. Ele foi coordenador da Comissão Externa de Acompanhamento dos Trabalhos do Ministério da Educação (MEC), onde trabalhou para melhorar a educação no país, uma das suas principais bandeiras políticas.
Além disso, João Campos foi presidente da Frente Parlamentar Mista em Defesa da Renda Básica, uma iniciativa que visa promover a segurança financeira básica para os cidadãos brasileiros. Ele também atuou como vice-líder do Partido Socialista Brasileiro (PSB) na Câmara dos Deputados, o que lhe permitiu influenciar diretamente nas decisões e estratégias do partido no âmbito legislativo. Campos também participou da Comissão de Constituição, Justiça e Cidadania, uma das mais importantes da Câmara.
Um dos momentos mais marcantes de seu mandato foi a criação e relatoria da Comissão Parlamentar de Inquérito (CPI) do Óleo, que investigou o derramamento de óleo que atingiu a costa brasileira em 2019. Ele frequentemente colaborou com outros jovens parlamentares, como Tabata Amaral e Felipe Rigoni, buscando promover uma política mais moderna e conectada com as demandas da sociedade.

### Eleição à prefeitura do Recife em 2020 e primeiro mandato (2021–2025)
Em 2020, João Campos candidatou-se⁣ a ⁣prefeitura de Recife, sendo eleito com 56% dos votos, vencendo sua prima Marília Arraes. Desde o início de sua gestão, foram implementados programas e projetos voltados ao desenvolvimento urbano e à inclusão social, como o Projeto Orla Parque, que busca requalificar a orla de Recife, com investimentos destinados a melhorias na segurança, iluminação, infraestrutura e ampliação das áreas verdes ao longo dos 11 quilômetros de extensão da orla. Durante seu mandato, a prefeitura obteve um empréstimo de mais de R$ 2 bilhões para obras de infraestrutura.
Na área da educação, a administração aumentou em 70% o número de vagas em creches, realizando parcerias público-privadas para a construção e revitalização dessas unidades. Na saúde, houve a requalificação de 127 unidades de saúde, com outras reformas em andamento. Além disso, foram realizados mutirões para reduzir filas de espera e implementado um sistema digital de vacinação contra a COVID-19, que recebeu reconhecimento nacional. O programa "Recife Cuida" destinou R$ 400 milhões para melhorias na infraestrutura e serviços de saúde da cidade.
A administração municipal também desenvolveu programas de inclusão digital e desenvolvimento econômico, como o "Salto Tecnológico" e o "Embarque Digital", cujo objetivo é capacitar micro e pequenos empresários, além de estudantes, em ciência e tecnologia, promovendo a transformação digital e estimulando a economia local. O programa "GO Recife" foi criado para facilitar o acesso a oportunidades de trabalho e geração de renda, conectando empresas e autônomos em uma plataforma digital.
João Campos manteve um alto índice de aprovação, figurando entre os três melhores prefeitos do Brasil em uma pesquisa do Instituto Paraná Pesquisas.

#### Suposto superfaturamento em obras
Em dezembro de 2024, o Tribunal de Contas do Estado de Pernambuco (TCE-PE) abriu procedimentos internos para analisar possíveis superfaturamentos em dois contratos firmados pela prefeitura, referentes ao Hospital da Criança do Recife e à instalação de placas solares em escolas municipais da cidade.
O TCE afirmou que "foi identificado um dano potencial ao erário de R$ 7,8 milhões, que não é apenas relativo a sobrepreço", e que "um relatório preliminar de auditoria encontrou indícios de sobrepreço, subdimensionamento de equipamentos e descumprimento de cronograma da obra", tendo a auditoria sugerido a Marcos Loreto, relator das contas do Gabinete de Projetos Especiais do Recife (Gabpe), que executou a obra, e primo de Renata Campos, mãe do prefeito, a emissão de uma medida cautelar para suspender os pagamentos à empresa. Loreto, assim, pediu esclarecimentos ao Gabpe, dando um prazo de cinco dias úteis para a manifestação dele.
Em uma nota, o TCE afirmou também que encontrou irregularidades na adesão a uma ata de registro de preços de instalação de placas solares em escolas municipais. Entre essas irregularidades, estão um sobrepreço de R$ 12,5 milhões, falta de planejamento, embasamento e especificidade, e um conflito de interesses, já que quem fez o projeto faz parte da execução da obra. Além disso, foi notada a falta de uma licitação, que segundo o TCE, poderia ter sido realizada, já que houve um espaço de quase 9 meses entre a declaração de vantajosidade e a assinatura do contrato. A auditoria do caso, assim como no do Hospital da Criança, pediu ao relator, Eduardo Porto, a emissão de uma medida cautelar de suspensão dos pagamentos, tendo ele pedido esclarecimentos à Secretaria de Educação do Recife, que contratou a obra Eduardo Porto foi indicado por seu tio, Álvaro Porto, deputado estadual, para o TCE, e é primo do dono da Enove, empresa responsável pela instalação das placas, tendo o TCE destacado que ele foi escolhido para a relatoria da Secretaria de Educação do Recife em 2023 e 2024 por sorteio.
A prefeitura do Recife afirmou, posteriormente, que os relatórios não são decisões finais, que discordava das análises e que estava analisando os casos para responder o tribunal, destacando que seguia os ritos administrativos e ratificando seu "compromisso com a transparência e a correção de eventuais inconsistências, assegurando que as obras sejam conduzidas com responsabilidade, eficiência e a melhor qualidade possível".

### Candidatura à reeleição (2024)
João Campos anunciou sua candidatura à reeleição para a eleição municipal de 2024 em julho. Sua candidatura foi confirmada em convenção partidária, com o apoio de uma ampla coligação que inclui partidos como o PT, PCdoB, PV, MDB, União Brasil, Republicanos, Solidariedade, Avante, DC, Agir e PMB.
A campanha de reeleição de João Campos foca na continuidade de projetos de inclusão social, como os Centros Comunitários da Paz (Compaz), que têm sido eficazes na redução da violência e na promoção da cidadania. Campos tem enfatizado a importância de manter e expandir essas iniciativas. A candidatura de João Campos à reeleição é vista como um passo estratégico em sua carreira política, com a possibilidade de abrir caminho para uma futura candidatura ao governo de Pernambuco em 2026. Apesar de não ter confirmado se cumprirá integralmente o mandato caso reeleito, Campos é considerado um dos principais nomes do PSB para futuras disputas eleitorais.
Com o início da propaganda eleitoral, João Campos intensificou sua agenda de campanha, participando de sabatinas, visitas a comunidades e eventos públicos. Sua estratégia de comunicação buscou reforçar os resultados positivos de sua gestão e apresentar suas propostas para os próximos anos.
João foi reeleito com 725.721 votos (78,11% dos votos válidos), o recorde de votação desde a eleição de 1985. Também obteve ampla maioria na Câmara Municipal: pelo menos 26 dos 37 vereadores são de sua base, sendo 15 do PSB, seu partido.

### Segundo mandato como prefeito do Recife (2025–presente)
João foi empossado para seu segundo mandato como prefeito do Recife em 1º de janeiro de 2025, junto ao novo vice-prefeito, Victor Marques. No dia seguinte, seu novo secretariado tomou posse.

## Genealogia
Os antepassados de João Henrique de Andrade Lima Campos:
|  |                                  |  |  |  |  |  |  |  |  |  |  |  |  |  |  |  |
|  | Fernando Ribeiro Carneiro Campos |  |  |  |  |  |  |  |  |  |  |  |  |  |  |  |
|  |                                  |  |  |  |  |  |  |  |  |  |  |  |  |  |  |  |
|  |                                  |  |  |  |  |  |  |  |  |  |  |  |  |  |  |  |
|  | Maximiano Accioly Campos         |  |  |  |  |  |  |  |  |  |  |  |  |  |  |  |
|  |                                  |  |  |  |  |  |  |  |  |  |  |  |  |  |  |  |
|  |                                  |  |  |  |  |  |  |  |  |  |  |  |  |  |  |  |
|  | Maria do Carmo Accioly           |  |  |  |  |  |  |  |  |  |  |  |  |  |  |  |
|  |                                  |  |  |  |  |  |  |  |  |  |  |  |  |  |  |  |
|  |                                  |  |  |  |  |  |  |  |  |  |  |  |  |  |  |  |
|  | Eduardo Campos                   |  |  |  |  |  |  |  |  |  |  |  |  |  |  |  |
|  |                                  |  |  |  |  |  |  |  |  |  |  |  |  |  |  |  |
|  |                                  |  |  |  |  |  |  |  |  |  |  |  |  |  |  |  |
|  | Miguel Arraes de Alencar         |  |  |  |  |  |  |  |  |  |  |  |  |  |  |  |
|  |                                  |  |  |  |  |  |  |  |  |  |  |  |  |  |  |  |
|  |                                  |  |  |  |  |  |  |  |  |  |  |  |  |  |  |  |
|  | Ana Lúcia Arraes de Alencar      |  |  |  |  |  |  |  |  |  |  |  |  |  |  |  |
|  |                                  |  |  |  |  |  |  |  |  |  |  |  |  |  |  |  |
|  |                                  |  |  |  |  |  |  |  |  |  |  |  |  |  |  |  |
|  | Célia de Souza Leão              |  |  |  |  |  |  |  |  |  |  |  |  |  |  |  |
|  |                                  |  |  |  |  |  |  |  |  |  |  |  |  |  |  |  |
|  |                                  |  |  |  |  |  |  |  |  |  |  |  |  |  |  |  |
|  | João Henrique Campos             |  |  |  |  |  |  |  |  |  |  |  |  |  |  |  |
|  |                                  |  |  |  |  |  |  |  |  |  |  |  |  |  |  |  |
|  |                                  |  |  |  |  |  |  |  |  |  |  |  |  |  |  |  |
|  | Hisbello de Andrade Lima         |  |  |  |  |  |  |  |  |  |  |  |  |  |  |  |
|  |                                  |  |  |  |  |  |  |  |  |  |  |  |  |  |  |  |
|  |                                  |  |  |  |  |  |  |  |  |  |  |  |  |  |  |  |
|  | Cyro de Andrade Lima             |  |  |  |  |  |  |  |  |  |  |  |  |  |  |  |
|  |                                  |  |  |  |  |  |  |  |  |  |  |  |  |  |  |  |
|  |                                  |  |  |  |  |  |  |  |  |  |  |  |  |  |  |  |
|  | Lucilla Barbosa da Silva         |  |  |  |  |  |  |  |  |  |  |  |  |  |  |  |
|  |                                  |  |  |  |  |  |  |  |  |  |  |  |  |  |  |  |
|  |                                  |  |  |  |  |  |  |  |  |  |  |  |  |  |  |  |
|  | Renata de Andrade Lima           |  |  |  |  |  |  |  |  |  |  |  |  |  |  |  |
|  |                                  |  |  |  |  |  |  |  |  |  |  |  |  |  |  |  |
|  |                                  |  |  |  |  |  |  |  |  |  |  |  |  |  |  |  |
|  | Rejane Coelho de Andrade Lima    |  |  |  |  |  |  |  |  |  |  |  |  |  |  |  |
|  |                                  |  |  |  |  |  |  |  |  |  |  |  |  |  |  |  |
|  |                                  |  |  |  |  |  |  |  |  |  |  |  |  |  |  |  |

## Desempenho eleitoral
| Ano  | Eleição                | Cargo            | Partido | Partido | Coligação                | Vice | Votos para João | Votos para João | Votos para João | Votos para João | Resultado            | Ref           |
| Ano  | Eleição                | Cargo            | Partido | Partido | Coligação                | Vice | T.              | Total           | %               | P.              | Resultado            | Ref           |
| ---- | ---------------------- | ---------------- | --- | ------- | ------------------------ | ---- | --------------- | --------------- | --------------- | --------------- | -------------------- | ------------- |
| 2018 | Estadual de Pernambuco | Deputado Federal | | PSB     | —                        | —    | 1.º             | 460.387         | 10,63%          | 1.º             | Eleito               | [ 54 ] [ 55 ] |
| 2020 | Municipal do Recife    | Prefeito         | Frente Popular do Recife (PSB, PDT, MDB, Republicanos, PP, PSD, PCdoB, Avante, Solidariedade, PROS, PV e REDE)              | PSB     | Isabella de Roldão (PDT) | 1.º  | 233.028         | 29,13%          | 1.º             | Segundo Turno   | [ 56 ]               |               |
| 2020 | Municipal do Recife    | Prefeito         | Frente Popular do Recife (PSB, PDT, MDB, Republicanos, PP, PSD, PCdoB, Avante, Solidariedade, PROS, PV e REDE)              | PSB     | Isabella de Roldão (PDT) | 2.º  | 447.913         | 56,27%          | 1.º             | Eleito          | [ 56 ]               |               |
| 2024 | Municipal do Recife    | Prefeito         | Frente Popular do Recife (PSB, FE BRASIL (PT, PCdoB e PV), UNIÃO, Republicanos, MDB, Solidariedade, Avante, DC, Agir e PMB) | PSB     | Victor Martques (PCdoB)  | 1.º  | 725.721         | 78,11%          | 1.º             | Eleito          | [ 57 ] [ 58 ] [ 59 ] |               |